# 녹군
녹군(러시아어: зеленая армия)은 1919년~1920년까지 (적백내전)러시아 내전때 존재했던 농업을 중심으로 둔 적군이다